# Allsvenskan i bandy för damer 2006/2007
Allsvenskan i bandy för damer 2006/2007 spelades 18 november 2006–22 februari 2007, och vanns av Sandvikens AIK. Säsongen avslutades med att Sandvikens AIK blev svenska mästarinnor efter seger med 5-1 mot Västerstrands AIK i finalmatchen på Studenternas IP i Uppsala den 17 mars 2007.

## Upplägg
Lag 1-4 gick vidare till semifinaler, lag 5-6 till kvartsfinaler, i slutspelet om svenska mästerskapet. Lag 7 gick till kvalspel. 

## Förlopp
- Villa Lidköping BK drog sig ur inför säsongspremiären.
- Skytteligan vanns av Johanna Pettersson, Sandvikens AIK med 33 fullträffar.[2].
- När Strömsbro/Skutskär slutade på sjunde plats och därmed kvalplats, lämnade de walk over i bortamatchen mot Västerstrands AIK, eftersom den var betydelselös för dem. På grund av detta beslöt Svenska Bandyförbundet att tvångsnedflytta Strömsbro/Skutskär, eftersom deras val hade missgynnat IFK Nässjö i striden om placeringar inför slutspelet. Strömsbro/Skutskär hade dock ändå beslutat att frivilligt flytta ner sig en serie efter säsongen. Matchen skulle egentligen ha spelats den 17 december 2006, men så fick Strömsbro/Skutskär flera spelare sjuka, och svårt att få ihop ett lag. Sedan blev det problem att hitta ett nytt speldatum. Detta innebar att Karlsbyhedens IK slapp att kvalspela till Allsvenskan 2007/2008.[3]

## Seriespelet
| Nr | Lag                | S  | V  | O | F  | +/-     | P  |
| -- | ------------------ | -- | -- | - | -- | ------- | -- |
| 1  | Sandvikens AIK     | 12 | 10 | 1 | 1  | 78 - 17 | 21 |
| 2  | Västerstrands AIK  | 12 | 9  | 1 | 2  | 66 - 22 | 19 |
| 3  | IFK Nässjö         | 12 | 7  | 3 | 2  | 37 - 13 | 17 |
| 4  | Edsbyns IF         | 12 | 4  | 3 | 5  | 36 - 36 | 11 |
| 5  | AIK                | 12 | 3  | 2 | 7  | 33 - 72 | 8  |
| 6  | Tranås BoIS        | 12 | 2  | 3 | 7  | 30 - 42 | 12 |
| 7  | Strömsbro/Skutskär | 12 | 0  | 1 | 11 | 9 - 86  | 1  |

## Seriematcherna
| - 18 november 2006 AIK-Tranås BoIS 5-5 - 18 november 2006 Västerstrands AIK-IFK Nässjö 2-1 - 18 november 2006 Strömsbro/Skutskär-Sandvikens AIK 1-9 - 25 november 2006 Sandviken-Västerstrand 3-2 - 25 november 2006 Nässjö-AIK 4-0 - 25 november 2006 Edsbyn-Tranås 6-1 - 2 december 2006 AIK-Västerstrand 2-5 - 2 december 2006 Edsbyn-Nässjö 1-1 - 2 december 2006 Strömsbro/Skutskär-Tranås 1-6 - 16 december 2006 Västerstrand-Edsbyn 6-1 - 17 december 2006 Tranås-Sandviken 2-8 - 17 december 2006 Västerstrand-Strömsbro/Skutskär 5-0 - 26 december 2006 Nässjö-Tranås 3-1 - 26 december 2006 AIK-Strömsbro/Skutskär 4-4 - 30 december 2006 Sandviken-Edsbyn 6-1 - 30 december 2006 Västerstrand-AIK 11-0 - 6 januari 2007 Strömsbro/Skutskär-Edsbyn 0-5 - 6 januari 2007 Tranås-Västerstrand 3-4 - 6 januari 2007 Nässjö-Sandviken 1-3 - 7 januari 2007 Edsbyn-AIK 2-5 | - 13 januari 2007 Sandviken-Nässjö 1-2 - 13 januari 2007 Edsbyn-Strömsbro/Skutskär 7-0 - 13 januari 2007 Västerstrand-Tranås 4-1 - 14 januari 2007 AIK-Nässjö 1-8 - 18 januari 2007 Sandviken-AIK 13-0 - 20 januari 2007 Sandviken-Strömsbro/Skutskär 12-1 - 20 januari 2007 Nässjö-Västerstrand 2-2 - 21 januari 2007 Tranås-AIK 4-5 - 27 januari 2007 Tranås-Edsbyn 1-1 - 27 januari 2007 Nässjö-Strömsbro/Skutskär 6-1 - 27 januari 2007 Västerstrand-Sandviken 4-5 - 28 januari 2007 Tranås-Strömsbro/Skutskär 5-0 - 28 januari 2007 Nässjö-Edsbyn 4-0 - 3 februari 2007 AIK-Sandviken 0-11 - 3 februari 2007 Edsbyn-Västerstrand 4-7 - 3 februari 2007 Strömsbro/Skutskär-Nässjö 0-4 - 4 februari 2007 AIK-Edsbyn 2-4 - 4 februari 2007 Sandviken-Tranås 4-0 - 4 februari 2007 Strömsbro/Skutskär-Västerstrand 0-14 - 22 februari 2007 Edsbyn-Sandviken 3-3 - 22 februari 2007 Strömsbro/Skutskär-AIK 1-9 - 22 februari 2007 Tranås-Nässjö 1-1 |

## Slutspel om svenska mästerskapet

### Kvartsfinaler (efter UEFA:s cupmodell)
- 25 februari 2007: Tranås BoIS-IFK Nässjö 0-2
- 25 februari 2007: AIK-Edsbyns IF 5-2

- 28 februari 2007: IFK Nässjö-Tranås BoIS 0-1 (IFK Nässjö vidare med sammanlagt 2-1)
- 28 februari 2007: Edsbyns IF-AIK 3-5 (AIK vidare med sammanlagt 10-5)

### Semifinaler
- 3 mars 2007: AIK-Sandvikens AIK 0-7
- 3 mars 2007: IFK Nässjö-Västerstrands AIK 2-5

- 10 mars 2007: Sandvikens AIK-AIK 8-3 (Sandvikens AIK vidare med 2-0 i matcher)
- 10 mars 2007: Västerstrands AIK-Nässjö IF 3-1 (Västerstrands AIK vidare med 2-0 i matcher)

### Final
- 17 mars 2007: Sandvikens AIK-Västerstrands AIK 5-1 (Studenternas IP, Uppsala)